# 2-甲基四氢呋喃
2-甲基四氫呋喃 (簡稱：2-MeTHF)是具有分子式C5H10O的有機化合物。其在常溫常壓下為高度易燃的流動液體，相較於四氫呋喃，可用於更高溫的化學反應，且不與水互溶，故2-甲基四氫呋喃可作為四氫呋喃的在特定應用中的替代物。 2-甲基四氫呋喃可由醣類生成糠醛中間產物後催化氫化製得。2-甲基四氫呋喃有時被售為生物燃料。

## 結構和性質
2-甲基四氫呋喃在水中溶解度會隨溫度的上升而減低，為較少見的性質。 與四氫呋喃相似，2-甲基四氫呋喃也可在有機金屬反應中作為路易斯鹼。 2-甲基四氫呋喃的合成通常會生成外消旋體。

## 製備方式
2-甲基四氫呋喃通常由糠醛的催化氫化製得。
{\displaystyle {\ce {OC4H3CHO + 4 H2-> OC4H7CH3 + H2O}}}
糠醛可由生物質中酸催化分解五碳醣單體組成的多醣產生。因此, 2-甲基四氫呋喃的原料為可再生，富有纖維素、半纖維素和木質素的生物質，如玉米穗軸或甘蔗渣，以及其他植物和農業廢棄物。
2-甲基四氫呋喃也可以乙醯丙酸作為起始原料. 經環化和還原反應後可製得 γ-戊內酯:
γ-戊內酯可被氫化成1,4-戊二醇, 並經脫水後生成 2-甲基四氫呋喃:

## 應用
2-甲基四氫呋喃主要作為四氫呋喃的高沸點替代溶劑，也作為二次鋰電池中的電解質和替代燃料的成分。它是用於低溫反應的重要溶劑。2-甲基四氫呋喃在低溫下形成一種玻璃狀固體而不會結晶，因此經常用作在-196°C下進行光譜研究的溶劑。
2-甲基四氫呋喃的其他常見用途是作為有機金屬和兩相化學過程中使用的格氏試劑的溶劑，因為2-甲基四氫呋喃中的氧原子能夠與格氏試劑的鎂離子組分或共沸乾燥產物配位。使用2-甲基四氫呋喃可明確分離有機相和水相，故它是一種常用但更昂貴的四氫呋喃替代品。
2-甲基四氫呋喃被美國能源部批准為汽油添加劑。糠醛和其他呋喃基化合物（糠醇、2-甲基呋喃、四氫糠醇）具有聚合傾向，並且相當易揮發。然而，2-甲基四氫呋喃本身更穩定且揮發性更低，因此適合用作發動機燃料。
2-甲基四氫呋喃已被推廣為四氫呋喃的生態低危害替代品。雖然2-甲基四氫呋喃更昂貴，但它可以在整體合成過程中帶來更大的經濟性。2-甲基四氫呋喃具有介於二乙醚和四氫呋喃之間的溶劑性能，具有有限的水溶性，並且在蒸餾時與水形成共沸物。其較低的熔點使其可用於較低溫度的反應，其相對於四氫呋喃較高的沸點允許在較高溫度下進行迴流。

## 擴展閱讀
- Zheng, Hong-Yan; Zhu, Yu-Lei; Teng, Bo-Tao; Bai, Zong-Qing; Zhang, Cheng-Hua; Xiang, Hong-Wei; Li, Yong-Wang. . Journal of Molecular Catalysis A: Chemical. 2006, 246 (1–2): 18–23. doi:10.1016/j.molcata.2005.10.003.